# عبد الله مفتاح (ممثل)
عبد الله مفتاح ممثل ومنتج وكاتب مسرحي إماراتي راحل.

## حياته
يعتبر من أوائل الممثلين الإماراتيين وأحد مؤسسي الفرق المسرحية في الدولة، كانت بداياته في السبعينات من خلال مسارح أبوظبي وبالتحديد مسرح الشرطة، ومسرح الاتحاد اللذين أسهم في تأسيسهما، وشهدت تلك المسارح أدواره الأولى في مسرحيات مثل: «استاهل اللي يجيني»، و«البطرة تزول النعمة» وغيرها.
تعرف على المخرج الكويتي صقر الرشود مما حفزه على العمل الجاد، فشارك في تأسيس المسرح القومي للشباب، وشارك في مسرحية «غلط في غلط» لفرقة مسرح الفجيرة القومي، وكانت مشاركته في مسرحية «الرجل الذي صار كلباً» هي طريقه نحو القمة والشهرة في ساحة المسرح، فجعلته واحدا من الممثلين الذين يشار إليهم بالبنان في تلك الفترة، كما ارتبط بصداقة قوية مع المخرج محمد الجناحي الذي اشترك معه في تأسيس عدد من المسارح، ومثل في معظم المسرحيات التي أخرجها الجناحي، أعطته بطولته في مسلسل «أشفيحان» شهرة كبيرة.

## جوائز
جرى تكريم اسمه في المهرجان المسرحي الثامن للفرق الأهلية في مجلس التعاون لدول الخليج العربية الذي نظم في أبوظبي في عام 2003.

## أعماله

### المسرحيات
- استاهل اللي يجيني
- البطرة تزول النعمة
- الصبر زين
- اللي ماله أول ماله تالي
- الفخ
- غلط في غلط
- الرجل الذي صار كلبا

### المسلسلات
- أشحفان